# Заблоце (Великопольське воєводство)
Заблоце (пол. Zabłocie) — село в Польщі, у гміні Ґжеґожев Кольського повіту Великопольського воєводства.
Населення — 259 осіб (2011).
У 1975-1998 роках село належало до Конінського воєводства.

## Демографія
Демографічна структура станом на 31 березня 2011 року:
|          | Загалом | Допрацездатний вік | Працездатний вік | Постпрацездатний вік |
| -------- | ------- | ------------------ | ---------------- | -------------------- |
| Чоловіки | 127     | 25                 | 82               | 20                   |
| Жінки    | 132     | 31                 | 70               | 31                   |
| Разом    | 259     | 56                 | 152              | 51                   |